# NGC 7326
NGC 7326 é uma estrela dupla na direção da constelação de Pegasus. O objeto foi descoberto pelo astrônomo Lawrence Parsons em 1874, usando um telescópio refletor com abertura de 72 polegadas. 